# موتیشو
موتیشو (انگلیسی: Multishow) شرکت رسانه‌ای برزیلی است، که در سال ۱۹۹۱ تأسیس شد.